# Pandanus crustatus
Pandanus crustatus är en enhjärtbladig växtart som beskrevs av Ugolino Martelli. Pandanus crustatus ingår i släktet Pandanus och familjen Pandanaceae. Inga underarter finns listade.